# 山梨学院幼稚園
山梨学院幼稚園（やまなしがくいんようちえん、英語: Yamanashi Gakuin Kindergarten）は、山梨県甲府市酒折二丁目にある私立幼稚園。

## 概要
学校法人山梨学院により設置された山梨学院大学附属の幼稚園である。現在では同法人は幼稚園から大学・大学院までを擁する学校体系を一貫させているが、同幼稚園は同法人の黎明期に開園されたものであり、山梨県内初のスクールバスを1954年（昭和29年）に運行開始するなど、同県内では歴史のある私立幼稚園である。園舎は同大学キャンパスの東側に隣接する。

## 沿革
- 1946年（昭和21年） - 山梨実践女子高等学院創立
- 1950年（昭和25年） - 幼稚園設置認可開園
- 1953年（昭和28年） - 創立7周年マネケンピス建造
- 1954年（昭和29年） - 山梨県内初のスクールバス運行開始[1]。/完全給食実施
- 1967年（昭和42年） - プール・体育館竣工
- 1982年（昭和57年） - 文部省研究指定園（公開保育）2年間
- 1994年（平成6年） - 新園舎竣工
- 2000年（平成12年） - 世界児童画展都道府県団体賞
- 2002年（平成14年） - 子育て支援センター竣工
- 2004年（平成16年） - オリジナルオペレッタ「ももたろう」文部科学省「教育改革推進モデル事業」に採択
- 2006年（平成18年） - アルテア子どもファーム完成

## 教育理念
健康、人間関係、環境、言葉、表現の5つを主な目標としている。
具体的には、次のような教育目標を掲げて、子どもを育んでいる。「主体性と共感性を育み、将来多くの人々の幸福を考える未来社会の構成員を育成する」。また、その実現に向けて「子どもを人として尊ぶ」「生活の中で育てる」を2つの大きな柱としている。

## 施設設備
- 保育室

天井が高く、冷暖房が完備されている。
- スカイホール

音響システムや大型スクリーンを完備している。
- ライブラリー

壁の本棚や周囲には、書籍がぎっしり並んでいる。絵本や図鑑も多く取り揃えられている。
- オープンスペース

ダイナミックに多くの園児が遊べる空間。
- 温水プール

水質や水温、室温が管理されている。
- ウッドデッキ

半戸外の広場で、太陽の光や風を感じることができる。
- 給食室

園舎に隣接して給食室があり、専属の管理栄養士、調理員を有し出来たての給食を日々提供している。

## 学校行事
子どもたちの好奇心や喜びを高める様々な取り組みが行われている。
| - 人形劇団プーク親子鑑賞会 - 運動会 | - お相撲大会 - 電車体験 - お泊り夏季合宿 | - 修園旅行 - 敬老参観 - 木の実拾い | - 音楽会 - おもちつき - 卒園発表会 |

## 関連事業

### 子育て支援センター
「かけがえのない存在である子どもたち一人ひとりとあたたかく接し、人として尊ぶ」幼稚園の基本理念を受け継ぎ、地域の育児をサポートする取り組みとして「アルテア子ども館」が設置されており、同幼稚園児のみでなく地域の子育て支援センターとしての役割を持つ。  

#### 支援保育事業
小学校、幼稚園、保育園終了後、各家庭の都合に合わせて子供を預り、家庭的なぬくもりと、教育的な香りに満ちた創造的な活動を展開している。
対象 幼稚園年少～小学生
実施日 月曜日～金曜日
春季保育・夏期保育・冬季保育（長期休暇中の預かり）
※故郷に帰省中の保護者の子供も対象としている。 

### 保育プログラム
- 月曜日 　大学の先生と音楽を楽しもう
- 火曜日 　中国の人と遊ぼう
- 水曜日 　アメリカの人と遊ぼう
- 木曜日 　おじいちゃん・おばあちゃんと遊ぼう(隔週)
- 金曜日 　好きな遊びを選んで楽しもう

### 子育てサークル・母親クラブ
3歳未満の子供を持つ保護者が、子育てについての悩みを話し合ったり、子育ての方法を学習する集まり。同時に、子ども同士の交流の場でもある。 
対象 3歳未満児　親子 
実施曜日 月・火・水・木
時間 10：00～13：00 
内容 親子体験活動　お誕生日会

#### 母親たち自主運営による交流会
3歳以上の子供を持つ保護者が、子育てに関するさまざまな問題を話し合ったり、情報交換をし、ゆとりを持って楽しく子育てができるようにサポートする集まり。 
対象 3歳児以上　親子 
実施日 年5回 
時間 10：30～13：00 

#### 子育て相談・子育て講座
子どもに関わる全ての方の悩みを共に考え、子育てを楽しいものにしていくことを目的として、具体的な問題に答えてくれる。  
- ラジオ番組での活動

ラジオ番組「楽しい子育て」を（放送局 FM甲府76Hz）放送し、子育ての支援を行っている。 
放送日時 毎週　日曜日　9：30～10：00（再放送） （毎週　水曜日　9：30～10：00） 
日常的な直接相談、申し込みによる個別相談も受け付けている。 
　 
- 子育て講座

今日的子育ての方法や課題を取り上げ、専門分野の講師による講座を開設し、子育てについての啓蒙的活動を進めている。 
活動内容 
・講演会 
・幼児食の作り方の講義と実習 
・子育てに関する情報提供　毎月「アルテア子ども館だより」を発行している。 

### 学術研究
「望ましい子育て環境づくり」をテーマに、養育者の悩みを具体的に取り上げて、子育てに関する調査をもとに研究誌を発行している。 
- 研究誌

少子化対策のための子育てに関する意識調査報告書（厚生労働省少子化対策助成金交付事業）
甲府市およびその近郊の養育者を対象として（平成12年3月）、子育て支援のための調査報告書、甲府市及びその近郊の体罰の実態（平成15年11月）

### 地域交流事業
山梨学院大学や山梨学院幼稚園の施設、及び文化的活動を広く地域に開放し、地域との交流をすすめる事業。
- 活動内容 
  - 温水プールの開放（親子スイミング教室）・アルテア夏まつり・運動会・バザー・お父さんと一緒に遊ぶ会・交通安全教室

## その他
- スイミング

健康な心と体を育てることを目的として、園舎内の温水プールで、年間を通して週1回、専属の体育指導員、担任、山梨学院大学水泳部選手による水泳指導が行われ、水とふれあう楽しさを大切にしたプログラムが年間通して行われている。
- スポーツデー

日常的な体育遊びを深め運動能力を高めるために、年間を通して週1回、陸上やサッカーなどのスポーツ分野で活躍している山梨学院大学の選手や先生を講師に迎えている。
- 音感教室

年長児から取り組めるプログラムの1つ。年間を通して週1回山梨学院短期大学の教授と一緒に様々な音楽に触れられる機会を設けている。
- 給食

毎日の昼食では、園内の給食室からできたての給食を提供している。
- アルテア子どもファーム

サツマイモ、ジャガイモ、カボチャをはじめ、系列小学校と兼用のファーム（農園）では1年を通して様々な作物が育てられている。また、収穫した作物は、園内の給食室で調理され園児の昼食として提供されるなど、食育にも力が入られている。
- 山梨学院短期大学の学生の実習

山梨学院短期大学の学生が教育実習や実践研究として多く訪れる。定期的に訪問する多くの学生は、専門の学習を行ったうえで、園児たちとの関わり方を実践の中から学んでいる。園児たちも多くの学生と触れ合う中で学びあう機会を得ている。

## 最寄りの交通機関
- JR 中央本線 - 酒折駅
- 中央高速バス及び 山梨交通 - 富士急行路線バス、山梨学院大学バス停

## 系列校
- 山梨学院大学
- 山梨学院短期大学
- 山梨学院中学高等学校
- 山梨学院小学校